# Anapovití
Anapovití (Anapidae) jsou čeleď velmi malých pavouků zahrnující celkem 58 rodů s 233 popsanými druhy žijícími převážně na jižní polokouli.

## Popis
Jde o drobné pavouky o délce do 2 mm, se zbarvením v různých odstínech hnědé. Zadeček je kulovitý, měkký, u samic s občasnými sklerotizovanými oblastmi a u samců s velkým scutem (sklerotizovanou destičkou). Končetiny jsou krátké, bez trnů (kromě femuru prvního páru kráčivých končetin u samců), se třemi drápky, metatarsum kratší než tarsum. Druhy z této čeledi mají velmi vysoký clypeus (oblast mezi předním okrajem karapaxu a očima). Očí je osm či šest, střední pár očí v přední oční řadě nevýrazný či úplně chybí. Labrum (horní pysk) vyčnívá dopředu mezi chelicerami, což je dobře rozpoznatelné v případě jejich rozevření. Samičí pedipalpy menší, samčí proměnlivé, femur a patela občas se štětinami či výrůstky. Embolus (hrot pářícího ústrojí samečka) s variabilním tvarem a velikostí – od dlouhého u rodu Pseudanapis po krátký a široký u rodu Crozetulus. Tělo pavouků je bez plicních vaků (kromě rodu Risdonius).

## Rozšíření a způsob života
Anapovití jsou rozšířeni na všech kontinentech mimo Antarktidu, zejména pak v Austrálii, Africe, Asii a Jižní Americe. V Evropě se vyskytuje jen málo druhů, v České republice pouze silně ohrožená anapa buková (Comaroma simoni) zaznamenaná na území Hřebence, v CHKO Bílé Karpaty a v jeskyních na Špičáku.
Žijí v opadance, pod kůrou stromů nebo na malých keřích, zejména ve vlhkých pralesních oblastech. Některé druhy si staví malé, 2 až 3 cm široké horizontální kulaté sítě, ve středu mírně natažené uprostřed do tvaru stanu. Chilský endemit Sofanapis antillanca naproti tomu žije kleptoparaziticky v sítích pavouků rodu Austrochilus a Thaida z čeledi Austrochilidae; jihoafrický Crozetulus scutatus žije v jeskyních.

## Taxonomie
K anapovitým byla v roce 2003 přiřazena bývalá čeleď Micropholcommatidae (jako podčeleď Micropholcommatinae) a v roce 2017 i čeleď Holarchaeidae.

## Přehled rodů
Platí k 22. červenci 2024:
- Acrobleps Hickman, 1979
- Algidiella Rix & Harvey, 2010
- Anapis Simon, 1895
- Anapisona Gertsch, 1941
- Austropholcomma Rix & Harvey, 2010
- Borneanapis Snazell, 2009
- Caledanapis Platnick & Forster, 1989
- Chasmocephalon O. Pickard-Cambridge, 1889
- Comaroma Bertkau, 1889
- Conculus Kishida, 1940
- Crassanapis Platnick & Forster, 1989
- Crozetulus Hickman, 1939
- Dippenaaria Wunderlich, 1995
- Elanapis Platnick & Forster, 1989
- Enielkenie Ono, 2007
- Eperiella Rix & Harvey, 2010
- Epigastrina Rix & Harvey, 2010
- Eterosonycha Butler, 1932
- Forsteriola Brignoli, 1981
- Gaiziapis Miller, Griswold & Yin, 2009
- Gertschanapis Platnick & Forster, 1990
- Gigiella Rix & Harvey, 2010
- Guiniella Rix & Harvey, 2010
- Hickmanapis Platnick & Forster, 1989
- Holarchaea Forster, 1955
- Mandanapis Platnick & Forster, 1989
- Maxanapis Platnick & Forster, 1989
- Metanapis Brignoli, 1981
- Micropholcomma Crosby & Bishop, 1927
- Minanapis Platnick & Forster, 1989
- Montanapis Platnick & Forster, 1989
- Normplatnicka Rix & Harvey, 2010
- Nortanapis Platnick & Forster, 1989
- Novanapis Platnick & Forster, 1989
- Octanapis Platnick & Forster, 1989
- Olgania Hickman, 1979
- Paranapis Platnick & Forster, 1989
- Patelliella Rix & Harvey, 2010
- Pecanapis Platnick & Forster, 1989
- Pseudanapis Simon, 1905
- Pua Forster, 1959
- Queenslanapis Platnick & Forster, 1989
- Raveniella Rix & Harvey, 2010
- Rayforstia Rix & Harvey, 2010
- Risdonius Hickman, 1939
- Sheranapis Platnick & Forster, 1989
- Sinanapis Wunderlich & Song, 1995
- Sofanapis Platnick & Forster, 1989
- Spinanapis Platnick & Forster, 1989
- Taliniella Rix & Harvey, 2010
- Taphiassa Simon, 1880
- Tasmanapis Platnick & Forster, 1989
- Teutoniella Brignoli, 1981
- Tinytrella Rix & Harvey, 2010
- Tricellina Forster & Platnick, 1989
- Victanapis Platnick & Forster, 1989
- Zangherella Caporiacco, 1949
- Zealanapis Platnick & Forster, 1989

Je také známo 11 vyhynulých fosilních rodů:
- † Balticoroma Wunderlich, 2004
- † Balticonopsis Wunderlich, 2004
- † Cenotextricella Penney in Penney et al., 2007
- † Deanoorapsis Penney, 2020
- † Dubianapis Wunderlich, 2004
- † Flagellanapis Wunderlich, 2004
- † Fossilanapis Wunderlich, 2004
- † Palaeoanapis Wunderlich, 1988
- † Ruganapis Wunderlich, 2004
- † Saxonanapis Wunderlich, 2004
- † Tuberanapis Wunderlich, 2004